# Les Monstres sanglants
Pour plus de détails, voir Fiche technique et Distribution.
Les Monstres sanglants (Pigs) est un film d'épouvante américain réalisé par Marc Lawrence et sorti en 1973.

## Synopsis
Lynn poignarde son père avec un couteau alors qu'il s'apprête à la violer. Ce meurtre la rend folle. Elle ne veut pas comprendre que son père est mort et est envoyée dans un asile d'aliénés où elle est traitée par thérapie de choc. Bientôt, elle s'enfuit et s'enfonce dans les terres désolées au volant d'une voiture volée. Là, elle tombe sur le café du vieux Zambrini, un ermite. Elle y obtient une chambre et un emploi. Zambrini semble gentil, mais il garde un secret. Lynn découvre bientôt que Zambrini nourrit ses clients et les cadavres qu'il récupère au cimetière avec ses cochons. Lorsque Lynn se retrouve avec un admirateur insistant, Zambrini l'aide à s'en débarrasser. À la fin, Lynn sombre complètement dans la folie, tue Zambrini et se donne soi-disant elle-même à manger aux cochons. À la fin, on la voit conduire sa voiture sur une route de campagne. Elle prend un auto-stoppeur avec elle.

## Fiche technique
- Titre français : Les Monstres sanglants (titre DVD)
- Titres originaux : Pigs, Daddy’s Deadly Darling, Daddy's Girl, The 13th Pig, Blood Pen, Horror Farm, Roadside Torture Chamber, The Killer, The Killers, Lynn Hart, The Strange Love Exorcist, Lynn Hart, the Strange Love Exorcist, The Strange Exorcism of Lynn Hart ou The Secret of Lynn Hart[1]
- Réalisation : Marc Lawrence
- Scénario : Marc Lawrence
- Photographie : Stanley Cortez
- Montage : Douglas Stewart, William Shenenberg
- Musique : Paul Glass
- Décors : Raymond Boltz Jr.
- Production : Marc Lawrence, Douglas Stewart
- Studio de production : Ursus Productions
- Pays de production :  États-Unis
- Langue originale : anglais américain
- Format : couleurs par Eastmancolor - 1,85:1 - Son mono - 35 mm
- Genre : drame policier
- Durée : 80 minutes
- Dates de sortie :
  - États-Unis : 23 mai 1973

## Distribution
- Toni Lawrence : Lynn Hart
- Jesse Vint : Shérif Dan Cole
- Marc Lawrence : Zambrini
- Paul Hickey : Johnny
- Katharine Ross : Mlle Macy
- Iris Korn : Annette